# St.-Eligius-Kapelle (Düdelingen)
Die St.-Eligius-Kapelle ist ein römisch-katholisches Gotteshaus im Stadtteil Schmelz der luxemburgischen Stadt Düdelingen.

## Geschichte
Die Kapelle wurde nach Plänen des Architekten Norbert Mangen in einem kubistischen Stil errichtet. Die Grundsteinlegung fand am 6. September 1963 statt. Ein Jahr später, am 27. September 1964, weihte sie Generalvikar Jean Hengen dem heiligen Eligius. 
Neben dem Kirchensaal wurde ein 24 Meter hoher Glockenturm errichtet, der aus drei Greyträgern zusammengesetzt ist. Er symbolisiert die heilige Dreifaltigkeit und drückt gleichzeitig die Verbundenheit mit der Eisenindustrie vor Ort aus.
Im September 2004 wurde sie zum Nationalen Monument erklärt.